# Judo na Igrzyskach Azjatyckich 2006
Turniej judo na igrzyskach Azjatyckich 2006 rozegrano w Dosze w dniach 2-5 grudnia, na terenie "Qatar SC Indoor Hall".

## Tabela medalowa
| Poz.  | Państwo          |    |    |    | Łącznie |
| ----- | ---------------- | -- | -- | -- | ------- |
| 1.    | Chiny            | 5  | 0  | 4  | 9       |
| 2.    | Korea Południowa | 4  | 5  | 3  | 12      |
| 3.    | Japonia          | 4  | 3  | 9  | 16      |
| 4.    | Mongolia         | 2  | 3  | 1  | 6       |
| 5.    | Korea Północna   | 1  | 0  | 2  | 3       |
| 6.    | Iran             | 0  | 3  | 1  | 4       |
| 7.    | Kazachstan       | 0  | 2  | 6  | 8       |
| 8.    | Uzbekistan       | 0  | 0  | 4  | 4       |
| 9.    | Chińskie Tajpej  | 0  | 0  | 1  | 1       |
| .     | Tadżykistan      | 0  | 0  | 1  | 1       |
| Razem | Razem            | 16 | 16 | 32 | 64      |

## Mężczyźni
| Waga    | Złoto:                     | Srebro:                 | Brąz:             | Brąz:                  |
| 60 kg   | Tatsuaki Egusa             | Cho Nam-suk             | Sałamat Utarbajew | Masud Hadżi Achundzade |
| 66 kg   | Chaszbaataryn Cagaanbaatar | Arasz Miresma’ili       | Kim Kwang-sub     | Hiroyuki Akimoto       |
| 73 kg   | Lee Won-hee                | Masahiro Takamatsu      | Shokir Muminov    | Rasul Bokijew          |
| 81 kg   | Damdinsürengijn Njamchüü   | Ałmas Atajew            | Guo Lei           | Takashi Ono            |
| 90 kg   | Hwang Hee-tae              | Maksim Rakow            | Ramziddin Sayidov | Hiroshi Izumi          |
| 100 kg  | Jang Sung-ho               | Satoshi Ishii           | Askat Żytkejew    | Utkir Kurbanov         |
| +100 kg | Yasuyuki Muneta            | Mohammad Rudaki         | Abdullo Tangriyev | Jełdos Ichsangalijew   |
| Open    | Kim Sung-bum               | Sejjed Mahmudreza Miran | Yohei Takai       | Askat Żytkejew         |

## Kobiety
| Waga   | Złoto:       | Srebro:                 | Brąz:           | Brąz:                    |
| 48 kg  | Gao Feng     | Kim Young-ran           | Misato Nakamura | Kelbet Nurgazina         |
| 52 kg  | An Kum-ae    | Mönchbaataryn Bundmaa   | Li Ying         | Yuki Yokosawa            |
| 57 kg  | Xu Yan       | Aiko Satō               | Kang Sin-young  | Hong Ok-song             |
| 63 kg  | Xu Yuhua     | Kong Ja-young           | Won Ok-im       | Ayumi Tanimoto           |
| 70 kg  | Masae Ueno   | Bae Eun-hye             | Qin Dongya      | Liu Shu-yun              |
| 78 kg  | Sae Nakazawa | Lee So-yeon             | Yang Xiuli      | Pürewdżargalyn Lchamdegd |
| +78 kg | Tong Wen     | Dordżgotowyn Cerenchand | Kim Na-young    | Midori Shintani          |
| Open   | Liu Huanyuan | Dordżgotowyn Cerenchand | Gülżan Isanowa  | Mai Tateyama             |